# Землетрясение в Л’Акуиле (2009)
Землетрясение в Л’Акуиле магнитудой 6,3 произошло 6 апреля 2009 года в 3:32 ночи по местному времени (1:32 UTC). По данным Национального института геофизики и вулканологии Италии, гипоцентр землетрясения находился на глубине 8,8 километров и в 5 километрах от центра города Л’Акуилы, расположенного в 95 км северо-восточнее Рима. Землетрясение было ощутимо как в самом Риме, так и на побережье Адриатики на востоке страны. Оно стало самым разрушительным на территории Италии за последние 30 лет.

## Разрушения и жертвы
| Гражданство | Погибших | Раненых | Пропавших без вести |
| ----------- | -------- | ------- | ------------------- |
| Италия      | 286      | 1 173   | 10                  |
| Румыния     | 5        |         |                     |
| Македония   | 6        |         |                     |
| Чехия       | 2        |         |                     |
| Греция      | 1        | 5       |                     |
| Франция     | 1        |         |                     |
| Украина     | 2        |         |                     |
| Израиль     | 1        |         |                     |
| Всего       | 309      | 1 179   | 10                  |

Всего в ходе землетрясения, по официальным данным, погибло 309 человек, ранено около 1200, 10 человек пропали без вести. Число оставшихся без крова оценивается в 29 тысяч человек. От землетрясения повреждено примерно 15 тысяч зданий.
Тяжёлые разрушения произошли в старом центре Л’Акуилы. Наиболее сильные повреждения возникли в деревнях к востоку от города. Почти полностью разрушена Онна, относящаяся к коммуне Л’Акуилы. Только в этом населённом пункте погибли около 30 человек. Почти так же сильно пострадали Кастельнуово, Фосса, Паганика, Темпера, Камарда и Вилла Сант-Анджело. Эвакуированным жителям Акуилы было запрещено возвращаться в свои дома после землетрясения.
По состоянию на 2010 год, почти весь исторический центр являлся «городом-призраком», а его жители проживали в арендованных правительством отелях на Адриатическом побережье, либо в многочисленных новостройках, возведённых при поддержке правительства Сильвио Берлускони. Число новостроек было недостаточно для заселения всех пострадавших.
Острой критике со стороны жителей города подверглось решение властей провести в Акуиле вскоре после природной катастрофы саммит «Большой восьмёрки», на организацию которого были потрачены большие средства, которые требовались на ликвидацию последствий землетрясения. Критику вызвало строительство нового аэропорта для принятия зарубежных гостей саммита G8. Основной претензией было то, что из-за особенностей строительства данный аэропорт вряд ли будет активно использоваться в будущем, оставаясь дорогой «одноразовой игрушкой».
Правительство Российской Федерации профинансировало восстановление дворца Ардингелли (1732—1742, архитектор Доменико Фонтана), выделив на это из бюджета 7,2 млн евро. 30 октября 2020 года в восстановленном здании откроется филиал римского музея современного искусства MAXXI. Ещё 1,8 млн евро было выделено Россией на восстановление Собора Святых Георгия и Максима (в целом работы по его восстановлению были предварительно оценены в 14,5 млн евро).

## Суд над сейсмологами
В марте 2009 года рядовой исследователь Джанпаоло Джулиани стал распространять информацию о грядущем землетрясении, которую он получил пользуясь своей методикой. Глава Службы гражданской обороны Италии Гвидо Бертолазо распорядился провести в Л’Акуиле совещание с шестью видными сейсмологами, которое было призвано успокоить публику и избежать эвакуации.
20 сентября 2011 года участвовавшие в совещании геофизики и заместитель главы Службы гражданской обороны предстали перед судом, им вменялось в вину непреднамеренное убийство 29 человек, вернувшихся в свои дома после «медийного совещания». По приговору суда учёные и чиновник получили шесть лет тюрьмы и штраф в 9 миллионов евро.
10 ноября 2014 года апелляционный суд отменил обвинительный приговор сейсмологам. Позднее кассационный суд подтвердил решение апелляционного суда.

## Список сейсмических толчков
Ниже приведён список толчков, предшествующих (форшоков) и последующих (афтершоков) основному землетрясению в окрестности эпицентра. Точки с магнитудой 5,0 и выше отмечены светло-синим. Главный толчок магнитудой 6,3 Mw отмечен тёмно-синим. Обозначение магнитуд: Mw = шкала Канамори; mb = Магнитуда объёмных волн; ML = Шкала Рихтера. (, см. также).
| Дата (YYYY-MM-DD) Время (UTC) | Местное время | Широта   | Долгота  | Глубина | Магнитуда |
| ----------------------------- | ------------- | -------- | -------- | ------- | --------- |
| 2009-03-30 13:38:39.3         | 15:38:39.3    | 42.33° N | 13.35° E | 2 км    | 4.4 (Mw)  |
| 2009-04-05 20:48:56.4         | 22:48:56.4    | 42.36° N | 13.37° E | 2 км    | 4.0 (ML)  |
| 2009-04-06 01:32:41.4         | 03:32:41.4    | 42.38° N | 13.32° E | 2 км    | 6.3 (Mw)  |
| 2009-04-06 02:27:48.2         | 04:27:48.2    | 42.37° N | 13.23° E | 2 км    | 4.3 (mb)  |
| 2009-04-06 02:37:05.3         | 04:37:05.3    | 42.41° N | 13.32° E | 2 км    | 5.1 (Mw)  |
| 2009-04-06 03:56:48.1         | 05:56:48.1    | 42.38° N | 13.34° E | 10 км   | 4.5 (mb)  |
| 2009-04-06 07:17:16.1         | 09:17:16.1    | 42.47° N | 13.40° E | 30 км   | 4.4 (mb)  |
| 2009-04-06 16:38:10.7         | 18:38:10.7    | 42.38° N | 13.32° E | 2 км    | 4.4 (Mw)  |
| 2009-04-06 23:15:37.7         | 01:15:37.7    | 42.48° N | 13.41° E | 2 км    | 5.1 (Mw)  |
| 2009-04-07 09:26:30.7         | 11:26:30.7    | 42.31° N | 13.35° E | 10 км   | 5.0 (Mw)  |
| 2009-04-07 17:47:38.3         | 19:47:38.3    | 42.30° N | 13.40° E | 13 км   | 5.6 (Mw)  |
| 2009-04-07 21:34:30.9         | 23:34:30.9    | 42.34° N | 13.37° E | 2 км    | 4.5 (mb)  |
| 2009-04-08 04:27:42.5         | 06:27:42.5    | 42.30° N | 13.43° E | 2 км    | 4.0 (ML)  |
| 2009-04-08 22:56:49.3         | 00:56:49.3    | 42.49° N | 13.27° E | 10 км   | 4.3 (ML)  |
| 2009-04-09 00:52:59.2         | 02:52:59.2    | 42.54° N | 13.39° E | 5 км    | 5.1 (ML)  |
| 2009-04-09 03:14:52.7         | 05:14:52.7    | 42.35° N | 13.46° E | 2 км    | 4.3 (mb)  |
| 2009-04-09 04:32:46.0         | 06:32:46.0    | 42.45° N | 13.39° E | 2 км    | 4.3 (mb)  |
| 2009-04-09 04:43:12.3         | 06:43:12.3    | 42.52° N | 13.34° E | 10 км   | 4.0 (ML)  |

Часть сильных афтершоков вызвала дополнительные разрушения; в частности, в момент толчка 7 апреля в 19:47 по местному времени был окончательно разрушен повреждённый купол собора Святых Душ. Этот толчок ощущался даже в Риме.